# Athenäum (Caracas)
Das Athenäum von Caracas, spanisch Ateneo de Caracas, ist ein Kulturzentrum in der venezolanischen Hauptstadt Caracas. Es befindet sich im Stadtteil Los Caobos im Norden der Hauptstadt und verfügt über drei Theatersäle, einen Konzertsaal, eine Bibliothek, eine Kunstgalerie, ein Kino, einen Proberaum, ein Café und zahlreiche weitere Räumlichkeiten.
Benannt ist es, wie vergleichbare Bildungseinrichtungen an anderen Orten, beispielsweise das antike Athenäum in Rom oder das Ateneum in Helsinki, nach Athene, Göttin der Weisheit und Kunst aus der griechischen Mythologie. Athenäum stammt von altgriechisch Ἀθηναῖον, Athēnaîon, „Tempel der Athene“.

## Geschichte

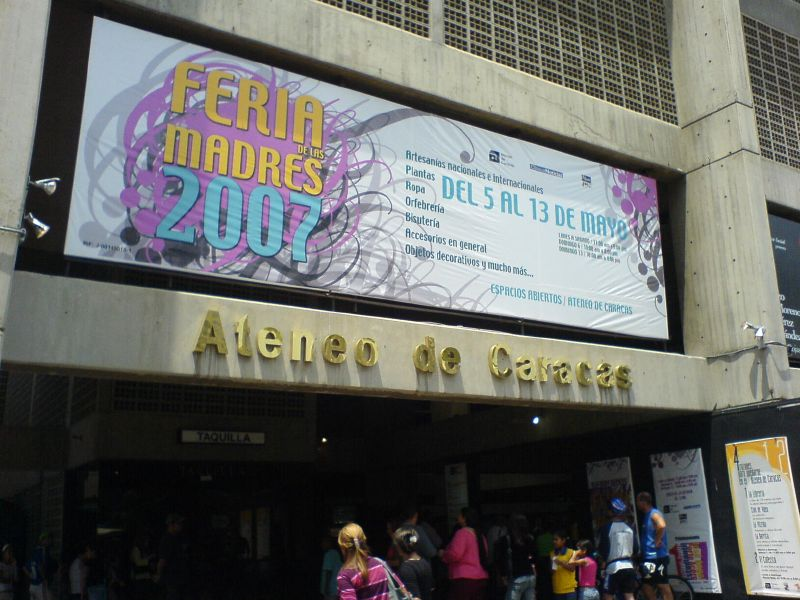
Eingang zum Ateneo de Caracas bis 2009

Die Einrichtung wurde am 8. August 1931 gegründet und stets von Frauen geführt. Aktuelle Präsidentin (2021) ist Carmen Ramia.
Im Jahr 2009 gab es einen tiefen Einschnitt in der Geschichte des Athenäums. Hauptsächlich aus finanziellen Gründen musste es nach 78 erfolgreichen Jahren das angestammte Gebäude (frühere Lage) verlassen und fand schließlich seinen neuen Hauptsitz am heutigen Standort etwa zwei Kilometer weiter im Nordosten der Hauptstadt.